# سيمون تيري
سيمون تيري (بالإنجليزية: Simon Terry)‏ هو نبال بريطاني، ولد في 27 مارس 1974 في إستيرلينغ في المملكة المتحدة.

## وصلات خارجية
- سيمون تيري على موقع أوليمبيديا (الإنجليزية)
- سيمون تيري على موقع اللجنة الأولمبية البريطانية (الإنجليزية)
- سيمون تيري على موقع اتحاد ألعاب الكومنولث (مؤرشف) (الإنجليزية)